# Antonio Bacchetti
Antonio Bacchetti (Codroipo, 17 marzo 1923 – Udine, 9 maggio 1979) è stato un allenatore di calcio e calciatore italiano, di ruolo centrocampista.

## Carriera

### Primi anni

Antonio Bacchetti

Mezzala sinistra dotato di buon fisico, grande classe e visione di gioco, emerse dalle categorie inferiori con il passaggio all'Atalanta, società con cui esordì in Serie A nel primo campionato del dopoguerra. Le sue doti erano indubbie ma venne limitato da un carattere difficile e con poco spirito pratico, un po' utopista, che lo portò anche a saltare delle sessioni di allenamento; tuttavia già al primo anno riesce a farsi notare, segnando 3 reti tra cui una doppietta nella vittoria casalinga contro la Triestina per 2-1 del 17 febbraio 1946. Dopo un biennio con i bergamaschi passò alla Lucchese e poi all'Inter, entrambe nel massimo campionato, senza raccogliere le soddisfazioni che le sue capacità avrebbero meritato.
Venne quindi acquistato dal Brescia, in serie B, dove disputò un buon campionato al termine del quale passò al Napoli, in serie A.

### Napoli
La prima stagione con i partenopei fu caratterizzata da 10 gol, tra cui un gol nella sconfitta in trasferta dell'8 ottobre 1950 contro l'Inter per 4-3 ed una doppietta nella vittoria casalinga del 26 novembre 1950 contro la Sampdoria per 4-0; Bacchetti diventò un beniamino del pubblico per il suo gioco creativo e funambolico. Nella stagione successiva, anche a causa del cambio di presidenza del Napoli, non trovò la stessa atmosfera "magica" realizzando soltanto quattro apparizioni con la maglia azzurra senza segnare reti.

### Udinese ed ultimi anni
Venne quindi ceduto all'Udinese dove si rilanciò disputando un buon campionato nella massima serie, segnando una doppietta il 1º febbraio 1953 nella vittoria in trasferta contro il Torino per 3-0, squadra che l'avrebbe acquistato l'anno successivo.
Terminò quindi la carriera in serie D, tra Crotone e Cividalese.

## Fuori dal campo
Durante la Resistenza uccise un uomo, venne poi amnistiato per motivi politici.
In seguito si pose in evidenza come uno dei migliori talent scout italiani; in conseguenza di quest'attività uccise il presidente di una squadra giovanile perché non gli aveva riconosciuto un onorario ma soprattutto perché non voleva lasciare i suoi giovani talenti in mano di persone che li valutavano solo dal lato economico.
Il suo gesto squarciò il sipario su molte problematiche umane ed economiche legate al calcio mercato di allora ed alla sua logica spietata.
Ammalatosi in carcere di un male incurabile, gli fu concessa la libertà provvisoria per motivi di salute. Morì nel 1979, all'età di 56 anni. Poco prima di morire ebbe due incontri degni di nota: uno con i suoi allievi (tra cui Gianfranco Casarsa) che gli consegnarono una targa come riconoscimento del suo esempio sportivo ed umano, ed uno tra lui, Dino Zoff ed Enzo Bearzot.

## Nei media
In "Napoli milionaria" con Totò e Eduardo De Filippo, i due compilano la schedina del Totocalcio. De Filippo chiede: "Napoli-Inter, cosa mettiamo?" e Totò risponde: "Bacchetti gioca?"; alla risposta di de Filippo: "Sì" Totò replica con: "Allora metti uno!".